# Hans-Dieter Krüger
Hans-Dieter Krüger (* 10. März 1930 in Penzig, Landkreis Görlitz, heute Polen; † 11. Februar 2012) war ein deutscher Journalist in der Deutschen Demokratischen Republik (DDR). Er war von 1967 bis 1989 Chefredakteur der Zeitung Freiheit.

## Leben
Krüger, Sohn eines Arbeiters, besuchte die Volksschule und erlernte die Berufe des Motorenschlossers und Elektroinstallateurs. 1948 wurde er Mitglied der Sozialistischen Einheitspartei Deutschlands (SED) und Mitarbeiter der Jugendabteilung des Landesverbands Sachsen-Anhalt des Freien Deutschen Gewerkschaftsbundes (FDGB) in Halle (Saale). 
Von 1948 bis 1952 war Krüger Redakteur in der Bezirksredaktion der Zeitung Tribüne in Halle und wurde 1952 Redakteur der Freiheit, die das offizielle Bezirksorgan der SED war. Bis 1953 war Krüger in Neustrelitz Ressortleiter der Redaktion der Zeitung Freie Erde. 1953 und 1954 war er erst Schüler, dann Lehrer und dann Lehrgangsleiter an der Sonderschule des Zentralkomitees der SED für Journalisten in Leipzig. Gleichzeitig absolvierte er ein Fernstudium an der Fakultät für Journalistik der Universität Leipzig. 1956 erreichte Krüger den Abschluss Diplom-Journalist. 
Ab 1955 war Krüger wieder Redakteur der Freiheit und stieg erst zum Ressortleiter, dann zum stellvertretenden Chefredakteur und 1967, als Nachfolger von Günther Bobach, zum Chefredakteur auf. Von 1969 bis 1989 war er zusätzlich Mitglied der SED-Bezirksleitung Halle und von 1955 bis 1989 Vorsitzender des Bezirksverbandes Halle des Verbandes der Journalisten der DDR. Dort war Krüger von 1967 bis 1972 und erneut ab Juni 1982 Mitglied des Präsidiums des Zentralvorstandes. 
Im Zuge der Wende und friedlichen Revolution in der DDR verlor Krüger im November 1989 alle Funktionen. Später war er freiberuflich tätig.

## Auszeichnungen
- 1974 Vaterländischer Verdienstorden in Bronze (DDR)
- 1980 Orden Banner der Arbeit Stufe I (DDR)
- 1987 Journalistenpreis des FDGB (DDR)[1]